# Chacas

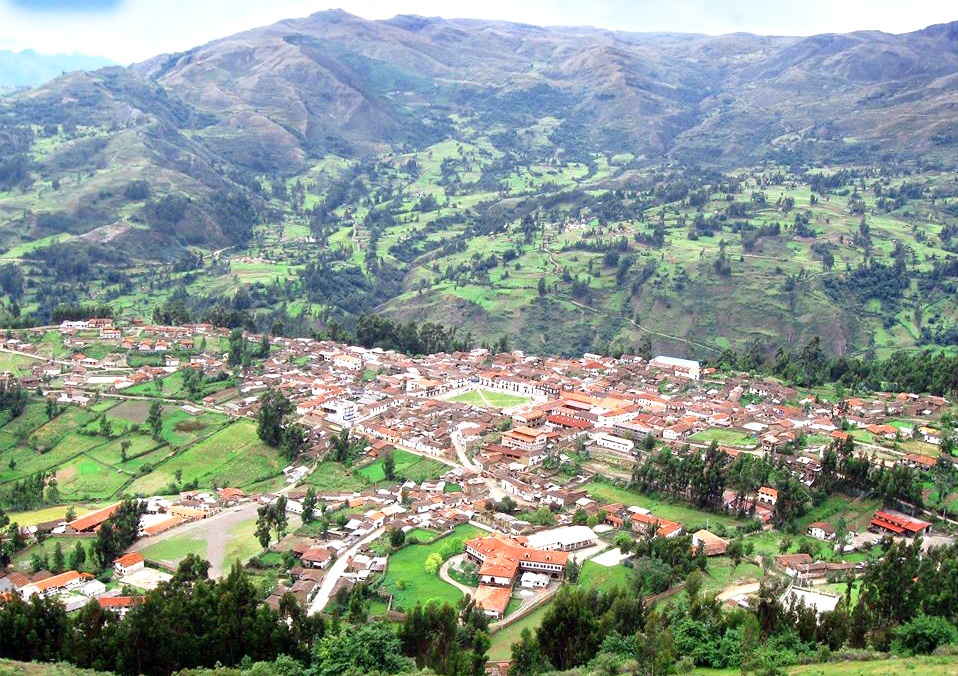
Vy över Chacas

Chacas, grundades som ”San Martín I Papa de Chacas” eller ”San Martín de Chacas”, och är ett peruanskt distrikt och stad, huvudort i Asunciónprovinsen. Staden ligger i kanten av östra-centrala bergsområdet i departementet Áncash. Stadskärnan räknar till 2 082 invånare, och är belägen på en altitud av i medeltal 3359 meter över havet. Distriktet med samma namn har en befolkning av 5 563 invånare, och är beläget i den vänstra floddalen av Marañón och sträcker sig över 447,69 km², vilket är 85 % av provinsens area.
Den mänskliga närvaron i Chacas går tillbaka till Arcaico Tardío (3000 f.Kr.), med de första bosättningarna av halvnomader i Potacadalen, som sedan växte till under chavín- och recuaykulturernas uppkomst och försvinnande.
Bosättningarna bildade sedan en del av den etniska gruppen huari som, senare, besegrades av Inkariket (Tawantinsuyu) fram till ankomsten av de spanska conquistadorerna. De senare beslöt, genom augustinermunkarna, grunda staden som en reduktion under 1570, vilken senare blev ett viktigt centrum i gruvnäringen fram till mitten av 1900-talet.
Redan vid tiden för den peruanska republikens framväxt togs steg som ledde till dagens socioekonomiska situation. I Chacas grundades Operación Mato Grosso, en organisation som leddes av prästen Ugo de Censi, som tog sig uppgiften att få fart på ekonomin med stöd av två huvudnäringar, jordbruket och industrin. I detta ingick potatisen «chacasina» och verkstäder för möbeltillverkning och vidhängande stödindustri.
Chacas Plaza Mayor karakteriseras av att ha bibehållit sin ursprungliga andinska arkitektur utan större förändringar, i en andalusisk stil med smala gator och hus med sadeltak, liksom balkonger och portaler skurna av organisationen Artesanos Don Bosco, som åtog sig rekonstruktionen av Santuario de Mama Ashu och restaurationen av barrockaltaret från 1700-talet.